# Hans Fischböck
Hans Fischböck (Geras, 24 gennaio 1895 – Marburgo, 3 luglio 1967) è stato un banchiere e politico austriaco, ministro dell'economia (marzo 1938 - maggio 1938), ministro dell'economia e finanze (maggio 1938 - maggio 1940) dell'Austria e ministro dell'economia e finanze (Generalkommissar) del Reichskommissariat Niederlande (maggio 1940 - maggio 1945).
Dopo gli studi a Vienna, dal 1915 al 1918 servì l'esercito austro-ungarico sul fronte italiano. Dopo la prima guerra mondiale, nel 1919, ottenne il dottorato a Vienna e, successivamente, lavorò nel sistema bancario austriaco.
Nel marzo 1938, dopo l'Anschluss, l'annessione dell'Austria alla Germania per formare la Grande Germania, Fischböck fu nominato prima ministro dell'economia e successivamente, nel maggio 1938 ministro dell'economia e finanze dell'Austria. In questo ruolo assunse responsabilità di primo piano nell'espropriazione dei beni di proprietà degli ebrei. Dopo l'invasione tedesca dei Paesi Bassi, Arthur Seyss-Inquart, appena nominato Reichskommissar, lo scelse quale suo ministro dell'economia e finanze dei Paesi Bassi occupati, carica che ricoprì fino alla resa tedesca nel maggio 1945. Fu il diretto responsabile dell'espropriazione dei beni di proprietà degli ebrei dei Paesi Bassi e della promulgazione dell'Arbeitseinsatz, ovvero la coercizione dei civili per i lavori forzati, attraverso la quale si obbligava ogni uomo olandese di età compresa tra i 18 ed i 45 anni a lavorare nelle industrie belliche a servizio dell'invasore tedesco.
Dopo la capitolazione tedesca, Fischböck riuscì, con l'aiuto dell'organizzazione ODESSA, a fuggire in Argentina. Dopo la guerra, fu imputato di crimini di guerra, ma prevalse l'incertezza sul suo operato, e le imputazioni a suo carico, nel 1957, caddero sotto un'amnistia. Nel 1958 ritornò in Germania dove visse fino alla morte nel 1967.